# Alain Chareyre-Méjan
 (septembre 2018).
Si vous disposez d'ouvrages ou d'articles de référence ou si vous connaissez des sites web de qualité traitant du thème abordé ici, merci de compléter l'article en donnant les références utiles à sa vérifiabilité et en les liant à la section « Notes et références ».
Pour les articles homonymes, voir Chareyre et Méjan.
Alain Chareyre-Méjan est un philosophe français, spécialiste d'Esthétique.

## Biographie
Agrégé de philosophie, il enseigne dans le secondaire puis à l'Université de Provence, où il deviendra professeur d’esthétique. 
Auditeur de Jacques Lacan durant les années 1970 mais proche de Clément Rosset dans les années 1980, il suit un chemin philosophique qui croise à la fois Heidegger, par l'entremise de Granel,  Jankélévitch, et Daniel Charlles. Sa conception du fantastique fait droit au réel comme simple et inquiétant à la fois.
Son goût pour la « littérature bis » et sa réflexion philosophique sur le fantastique l’ont porté vers l’activité éditoriale. Chez Actes Sud il a animé les collections " Les Fantastiques " et " Les Érotiques ". Il a préfacé plusieurs classiques des deux genres, par exemple Bram Stoker, Guy de Maupassant ou Andréa de Nerciat.
Ses travaux concernant la théorie esthétique portent sur le lien consubstantiel qu'il promeut entre expérience esthétique et sentiment de l'existence.    
Membre de la Société française d'esthétique, de la Société internationale d'esthétique.     
Président de La Conférence de philosophie. 

## Ouvrages
- (avec Charles Floren, Elsa Grasso et Guillaume Badoual), Epicure ou le bonheur sans détour, Actes Sud, Arles - Bruxelles - Lausanne, 1993.
- Le réel et le fantastique,L'Harmattan, Paris, 1999
- Expérience esthétique et sentiment de l'existence, l'indifférence du monde,L'Harmattan, Paris, 2000
- (dir.) Des regards aux mots : études en hommage à Jean Arrouye, PUP, Aix-en-Provence, 2006
- Isa Barbier : Dessaisissement, avec Bernadette Clot-Goudard et Nadine Gomez, Lyon, 2007
- Cueco ou la nature des choses, Panama, Paris, 2008
- Essai sur la simplicité d'être, Érès, Toulouse, 2009
- (Dir) Esthétiques de l'arbre, PUP, Aix-en-Provence, 2010
- Prendre corps, faire et penser l'amour, Mimésis, 2010
- (dir) Dimension poétique, L'Harmattan, 2016
- (dir) Le geste esthétique, Éditions Pythéas, 2018
- (dir) Le moment esthétique, Éditions Pythéas, 2019